# William Dudley
William Dudley (mort en 1483) était doyen de Windsor et évêque de Durham.
Né William Sutton, de Dudley, il est le fils cadet de John Sutton, 1er baron Dudley. Il est nommé chanoine de la chapelle Saint-Georges de Windsor et doyen de la Chapelle royale en 1471, élevé au rang de doyen de Windsor en 1473, poste qu'il cumule avec celui de doyen de Wolverhampton : par la suite, les deux postes sont généralement occupés par un seul et même homme.
Dudley est nommé à Durham le 31 juillet 1476 et est consacré entre le 1er septembre et le 12 octobre 1476. En 1483, il soutient Richard, duc de Gloucester, le futur roi Richard III, dans sa prétention au trône d'Angleterre (en). Durant les derniers mois de sa vie, il est chancelier de l'université d'Oxford Dudley meurt le 29 novembre 1483,.